# Mam'zelle Modiste
Mam'zelle Modiste (Mademoiselle Modiste) è un film muto del 1926 diretto da Robert Z. Leonard, interpretato e prodotto da Corinne Griffith. Il soggetto è tratto dall'operetta in due atti Mlle. Modiste di Victor Herbert (libretto di Henry Blossom) che fu un grande successo dei teatri di Broadway: andò in scena per la prima volta a New York il 25 dicembre 1905, conoscendo numerose riprese, interpretata - tra gli altri - da Fritzi Scheff.

## Trama
Hiram Bent, commerciante di cappelli di St. Louis, si reca a Parigi con la moglie, una signora molto perbene e un po' bigotta. Durante una sfilata, la signora Claire non riesce a suscitare il loro interesse sui suoi modelli così ricorre a Fifi, una delle sue indossatrici più brave e ammirate, che è anche una formidabile venditrice. Fifi, infatti, riesce a portare a buon fine una commessa importante, suscitando l'ammirazione di Hiram.
Fifi conosce Étienne Du Beauvray, il fidanzato di una cliente, e se ne innamora, ricambiata. Hiram, che è rimasto impressionato dalle doti commerciali di Fifi, la mette sotto contratto con il nome di Mademoiselle Modiste. La cosa genera un equivoco: Du Beauvray, credendo che Bent voglia prendersi la ragazza come amante, sfida a duello l'uomo d'affari americano. Tutto viene chiarito: i due innamorati ritornano a tubare e Hiram è soddisfatto del suo fiuto commerciale.

## Produzione
Il film fu prodotto dalla Corinne Griffith Productions, una compagnia fondata dall'attrice nel 1920 che produsse, in sette anni, tredici pellicole.

## Distribuzione
Distribuito dalla First National Pictures, uscì nelle sale cinematografiche statunitensi il 21 marzo 1926 con il titolo originale Mademoiselle Modiste (è conosciuto anche come Mlle. Modiste). In Finlandia, il film uscì il 31 gennaio 1927, in Austria - dove fu distribuito dalla Fanamet Film - prese il nome Die Modekönigin. In Italia, distribuito dalla First National, ottenne nell'ottobre 1926 il visto di censura 23045.